# 오현경 (1936년)
오현경(吳鉉京, 1936년 11월 11일 ~ 2024년 3월 1일)은 대한민국의 배우이며 호는 송백(松柏)이다. 배우자인 윤소정과의 사이에 딸 오지혜와 아들 오세호를 두었으며, 원로 영화인 윤봉춘의 사위다.
서울고등학교 시절부터 연극 활동을 하기 시작한 그는 제1회 전국 중고교 연극경연대회 참가작품 <사육신>에 출연함으로써 데뷔했다. 연세대학교 시절부터 많은 작품에 출연한 그는 1960년대의 기수로 등장한 극단 '실험극장'의 창립 동인으로 지금에 이르고 있다. 희극적 마스크와 재치 넘치는 연기자로서 주로 희극의 주인공으로 많이 등장하지만 비극에도 능하며, 모든 작품을 소화해낼 수 있는 만능 연기자이다. 그가 주연한 작품은 <세일즈맨의 죽음> <화니> <피가로의 결혼> <맹진사댁 경사> <메테오> <허생전(許生傳)> <오셀로> <동천홍(東天紅)> <무익조(無翼鳥)> <너도 먹고 물러나라> <밤으로의 긴 여로> <일요일의 불청객> <기적을 파는 백화점> 등 수없이 많다.

## 생애
서울 출생이다. 서울고등학교 졸업을 거쳐 연세대학교 국어국문학과를 학사 취득하였으며 중앙대학교 대학원 국어국문학과 문학 석사과정을 수료하였다. 고교 시절부터 연극 활동을 하기 시작한 그는 1953년 제1회 전국 중고교 연극경연대회 참가작품 《사육신》에 출연함으로써 연극계에 데뷔하였다. 대학시절부터 많은 작품에 출연한 그는 1960년대의 기수로 등장한 극단 '실험극장'의 창립동인이기도 하다.
1961년 서울중앙방송 TV 개국(12월 31일) 전에 드라마국 개국 특채 탤런트로 입사하였다.

## 연기 활동
연극, 영화, 드라마 등에서 많은 작품에 출연하였다. 그는 희극적 마스크와 재치 넘치는 연기자로서 주로 희극의 주인공으로 많이 등장하지만 비극에도 능하며, 모든 작품을 소화해낼 수 있는 만능 연기자로 평가받고 있다.

## 출연작

### 연극
- 1962년 《포기와 베스》...흑인 변호사 역
- 1966년 《아들을 위하여》...조지디버 역
- 1967년 《화니》...빠니스 역
- 1969년 《휘가로의 결혼》...휘가로 역
- 1969년 《맹진사댁 경사》...맹노인 역
- 1970년 《허생전》...허생원 역
- 1972년 《오델로》...이아고 역
- 1984년 《드레서》...드레서 역
- 1985년 《햄릿》...포로니어스 역
- 1991년 《막차탄 동기동창》...김대부 역
- 2009년 《봄날》...아버지 역
- 2009년 《베니스의 상인》...샤일록 역
- 2010년 《너희가 나라를 아느냐》...최익현 역

외 다수

### 영화
- 2019년 《나랏말싸미》 ... 노승 역
- 2013년 《전국노래자랑》... 할아버지 역
- 2012년 《후궁: 제왕의 첩》... 윤기훈 역
- 2010년 《평행 이론》... 손기철 역
- 2007년 《여름이준 선물》... 할아버지 역
- 2006년 《연리지》... 아버지 역
- 2005년 《이대로, 죽을 순 없다》... 지 회장 역(우정출연)
- 2005년 《혈의 누》... 김치성 대감 역
- 2000년 《행복한 장의사》... 장판들 역
- 1983년 《참새와 허수아비》... 김 영감 역
- 1979년 《땅콩껍질 속의 연가》
- 1974년 《회상》
- 1972년 《해벽》
- 1971년 《마패없는 어사》
- 1970년 《무영탑》
- 1969년 《식모 삼형제》
- 1968년 《춘풍》
- 1968년 《몽땅 드릴까요》
- 1967년 《내멋에 산다》
- 1967년 《일월》
- 1966년 《하숙생》
- 1966년 《오늘도 왕》

### TV 드라마
- 2014년 KBS2 《참 좋은 시절》... 강기수 역
- 2011년 MBC 《절정》... 이중직 역. 이육사의 조부
- 2011년 KBS2 《가시나무새》... 이영조의 조부 역
- 2006년 MBC 《누나》... 조부 역
- 2005년 MBC 《신돈》... 큰스님 역
- 1998년 KBS2 《싱싱 손자병법》... 이장수 역
- 1996년 MBC 미니시리즈 《화려한 휴가》
- 1994년 SBS 《좋은걸 어떡해》... 황보대봉 역
- 1993년 KBS2 《신 손자병법》... 이장수 역
- 1992년 MBC 베스트극장《일흔 살과 일곱 살》
- 1991년 MBC 《겨울 이야기》... 허일만 역
- 1987년 KBS2 《TV 손자병법》... 이장수 역
- 1986년 MBC 《조선왕조 오백년 - 남한산성》... 윤의립 역
- 1986년 MBC 《첫사랑》
- 1984년 KBS2 《비객》
- 1983년 KBS1 《행복의 계단》
- 1978년 TBC 《내일도 푸른하늘》... 맹두칠 역
- 1973년 KBS1 《파도》
- 1971년 TBC 《양반전》
- 1971년 TBC 《알뜰부인 덜렁부인》
- 1970년 TBC 《고독한 갈》
- 1970년 TBC 《꿈은 좋았는데》
- 1970년 TBC 《두 남자》
- 1970년 TBC 《옥녀》
- 1970년 TBC 《동경유학생》
- 1967년 TBC 《내멋에 산다》... 장남 역

## 수상 및 선출
- 1970년 한국문화대상 연극부문 대상
- 1983년 대한민국 연극제 남자연기상
- 1985년 동아연극상 남자연기상
- 1991년 서울연극제 연기상
- 1992년 KBS 연기대상 대상
- 2008년 서울연극제 남자연기상
- 2009년 대한민국 연극대상 남자연기상
- 2011년 올해의 서울시 문화상 연극부문[3]
- 2012년 연문인상(연세대학교 문과대학)
- 2013년 대한민국예술원 회원 선출

## 가족 관계
- 배우자: 윤소정(1944년 7월 4일~2017년 6월 16일)
  - 아들: 오세호
    - 며느리: 김은정
      - 손주: 오상이

  - 딸: 오지혜(1968년 9월 3일~)
    - 사위: 이영은(1971년~)
      - 외손주: 이수린